# リトルシニア九州連盟出身の主な選手
リトルシニア九州出身の主な選手は、リトルシニア九州連盟を卒業したプロ野球選手（NPB所属）および著名人の一覧である。

## 宮崎県
都城リトルシニア
- 柳裕也：横浜高校→明治大学→中日ドラゴンズ（16①：17〜）
- 中﨑翔太：日南学園高校→広島東洋カープ（10⑥：11〜）